# UniC

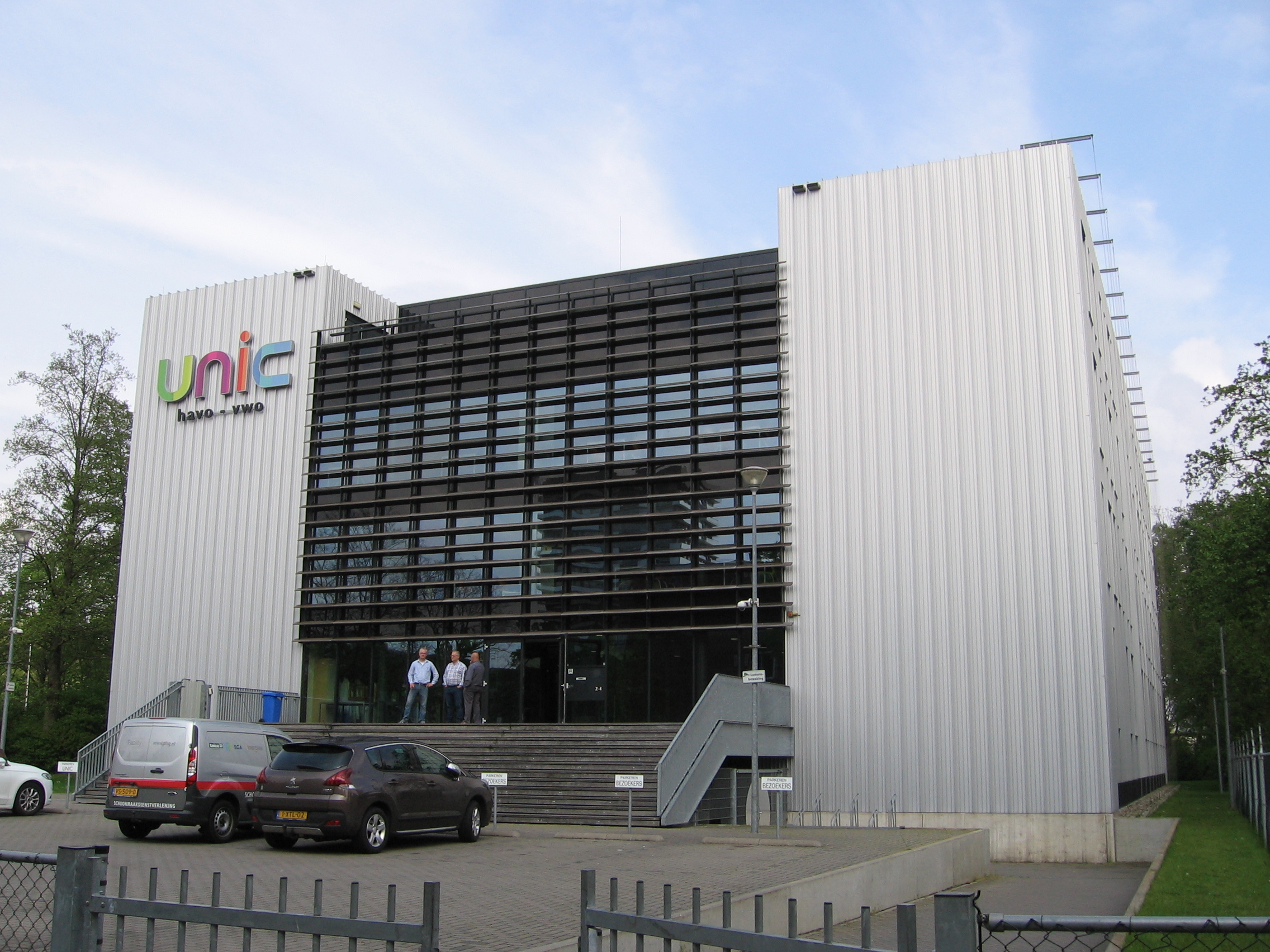
UNIC, mei 2017

UniC is een scholengemeenschap voor havo en vwo in de Utrechtse subwijk Transwijk. Anno 2020 telt de school ongeveer 120 medewerkers en stagiaires en 1020 leerlingen. De meeste leerlingen (85%) zijn afkomstig uit de stad Utrecht. De overige leerlingen komen uit de regio, waaronder Houten, Stichtse Vecht en Wijk bij Duurstede.

## Geschiedenis
Na de sluiting in 2003 van het Niels Stensen College en het Thorbecke College was er in de stad Utrecht geen openbaar onderwijs voor havo en vwo meer. In 2004 werd UniC gestart vanuit een oud kantoorgebouw aan de Kanaalweg te Utrecht om het ontstane gat op te vullen. In 2007 werd op de Franz Schubertstraat een dependance betrokken in de voormalige ‘Wim Sonneveld’ basisschool. De school is sinds 2010 gevestigd aan de Van Bijnkershoeklaan 2 te Utrecht.

## Concept
Het concept van de school is geïnspireerd op de ideeën van Kees Boeke. Daarin staat het kind centraal binnen een school waar samenwerken voorop staat. Op die basis wordt er in de onderbouw gewerkt in zogenoemde 'maatjescirkels' waarbij leerlingen zelfstandig op zoek gaan naar de mogelijkheden om te leren.
UniC werkt met teamteaching in plaats van vaste docenten voor vaste lessen. Er is geen schoolbel en de kinderen werken in hun eigen tempo en op hun eigen manier aan de leerstof. UniC heeft geen traditionele klaslokalen. Het gebouw bezit naast grotere gesloten samenwerkingsruimten (voor 60 leerlingen), ook kleinere en open ruimten met loungeplekken.
De 'lessen' op UniC worden niet gegeven in vakken, zoals doorgaans gebruikelijk op middelbare scholen, maar in leergebieden. Bijvoorbeeld het leergebied natuur waar de natuurwetenschappen centraal staat. Daarbinnen wordt de leerstof thematisch aangeboden. Een thema als "machines en apparaten" behandelt naast natuurkundige aspecten ook chemische en biologisch/milieutechnische onderwerpen. Tevens worden maatschappelijke gevolgen hierbij betrokken.